# Чиу, Уэсли
Уэсли Чиу (англ. Wesley Chiu; род. 20 марта 2005, Ванкувер, Британская Колумбия) — канадский фигурист, выступающий в одиночном катании. Чемпион Канады (2024) и двукратный бронзовый призёр страны (2022, 2023).

## Карьера
Чиу начал кататься на коньках в 2009 году.
В сезоне 2019/20 дебютировал в юниорской серии Гран-при, он занял тринадцатое место на этапе в Италии.
В 2021 году выиграл две медали на юниорском Гран-при ИСУ — золото на втором этапе Гран-при во Франции и бронзу на этапе в России. В ноябре 2021 года впервые выступил на международном соревновании среди взрослых. На турнире серии «Челленджер» Warsaw Cup 2021 он занял четвёртое место, при этом выиграл произвольную программу, установив новый личный рекорд. Он занял четвёртое место на чемпионате мира среди юниоров 2022 года.
На чемпионате Канады 2024 года Чиу выиграл короткую программу, в произвольной программе допустил ошибки, но в общем зачёте остался на первом месте и выиграл свой первый национальный титул. На чемпионате четырёх континентов в Шанхае установил новые личные рекорды в короткой программе и по сумме двух программ и занял седьмое место в общем зачёте, что стало лучшим результатом среди канадских одиночников. На дебютном чемпионате мира 2024 года в Монреале занял семнадцатое место.
В настоящее время тренируется под руководством Кигана и Эйлин Мёрфи.

## Программы
| Сезон     | Короткая программа | Произвольная программа |
| --------- | --- | --- |
| 2023—2024 | - «Ромео + Джульетта»: - «O Verona» - «Kissing You» в исполнении Сэма Смита - «Hanging» - «Escape» Крэйг Армстронг хореография: Джои Расселл | - «The Verdict» Эннио Морриконе - «Battle Without Honor or Humanity» Томоясу Хотэй - «Twisted Nerve» Бернард Херрман - «Don’t Let Me Be Misunderstood» Жак Росс - «L’arena» Эннио Морриконе хореография: Джои Расселл |
| 2022—2023 | - «Vincent» Дон Маклин в исполнении Govardo хореография: Джои Расселл                                                                        | - «Nella Fantasia» в исполнении Нэйтана Пачеко хореография: Джои Расселл |
| 2021—2022 | - «Vincent» Дон Маклин в исполнении Govardo хореография: Джои Расселл                                                                        | - «I Belong to You» Muse хореография: Джои Расселл |
| 2019—2020 | - «Stargazing» Kygo хореография: Джои Расселл, Киган Мёрфи                                                                                   | - «Касабланка» Макс Стайнер хореография: Джои Расселл, Киган Мёрфи |

## Спортивные результаты
| Соревнования                   | 19/20         | 20/21         | 21/22         | 22/23         | 23/24         | 24/25         |
| Международные                  | Международные | Международные | Международные | Международные | Международные | Международные |
| ------------------------------ | ------------- | ------------- | ------------- | ------------- | ------------- | ------------- |
| Чемпионат мира                 |               |               |               |               | 17            |               |
| Чемпионат четырёх континентов  |               |               |               |               | 7             |               |
| Этап Гран-при. Skate Canada    |               |               |               |               | 7             |               |
| Этап Гран-при. Skate America   |               |               |               | 6             |               |               |
| Этап Гран-при. NHK Trophy      |               |               |               |               | 11            |               |
| Этап Гран-при. Франция         |               |               |               | 10            |               |               |
| CS Autumn Classic              |               |               |               |               | 7             |               |
| CS Nebelhorn Trophy            |               |               |               |               |               | 14            |
| CS U.S. Classic                |               |               |               | 10            |               |               |
| CS Warsaw Cup                  |               |               | 4             |               |               |               |
| Cranberry Cup                  |               |               |               |               | 2             |               |
| Международные среди юниоров    |               |               |               |               |               |               |
| Чемпионат мира среди юниоров   |               |               | 4             | 5             |               |               |
| Этап Гран-при. Франция II      |               |               | 1             |               |               |               |
| Этап Гран-при. Россия          |               |               | 3             |               |               |               |
| Этап Гран-при. Италия          | 13            |               |               |               |               |               |
| Национальные                   |               |               |               |               |               |               |
| Чемпионат Канады               | 2 юн.         |               | 3             | 3             | 1             |               |
| Skate Canada Challenge         | 2 юн.         | 3 юн.         |               | 2             |               |               |
| CS — турнир серии «Челленджер» |               |               |               |               |               |               |